# Sepsis-Stiftung
Die Sepsis-Stiftung ist eine gemeinnützige Stiftung, die im Jahr 2012 als Stiftung bürgerlichen Rechts mit Sitz in Jena gegründet wurde. Sie fördert Bildung, Wissenschaft, Forschung und Innovation zum Thema Sepsis, um durch eine frühzeitigere Diagnose, eine qualitätsgesicherte Behandlung, sowie durch Aufklärung zu Früherkennung und Prävention die Zahl der Todesfälle und Betroffenen mit Folgeschäden durch Sepsis zu senken. Die Anerkennung der Stiftung erfolgte am 19. Oktober 2012 durch das Thüringer Innenministerium. Die Schirmherrschaft haben Kurt Biedenkopf und seine Ehefrau Ingrid Biedenkopf übernommen. Im Vorstand der Stiftung sind Repräsentanten der Deutschen Sepsis-Gesellschaft, des Universitätsklinikums Jena und der SepNet-Studiengruppe vertreten. Dem Kuratorium gehören Vertreter der Deutschen Sepsis-Hilfe e.V. und Persönlichkeiten aus Politik, Wissenschaft, Gesellschaft und der Wirtschaft an. Ein wissenschaftlicher Beirat wurde 2019 berufen und unterstützt die Arbeit der Stiftung als zusätzlicher Ideengeber und durch wissenschaftliche Beratung.
Die Sepsis-Stiftung hat 2012 die Forderung nach einem Nationalen Sepsisplan initiiert. Seit 2017 setzt sie sich unter der Schirmherrschaft des Aktionsbündnisses für Patientensicherheit e.V. in Deutschland gemeinsam mit der Deutschen Sepsis-Hilfe, der Deutschen Sepsis-Gesellschaft, der Deutschen Gesellschaft für Infektiologie und der Global Sepsis Alliance für die Umsetzung des inzwischen von zahlreichen medizinischen Fachgesellschaften und hochrangigen Repräsentanten aus Gesellschaft und Wissenschaft geforderten Nationalen Sepsisplan ein.

## Motivation für die Gründung
Die Sepsis-Stiftung ist aus dem von 2002 bis 2010 vom Bundesministerium für Bildung und Forschung (BMBF) geförderten Kompetenznetz Sepsis („SepNet“) hervorgegangen, einem interdisziplinären Studiennetzwerk aus Wissenschaftlern und Experten zum Thema Sepsis. Eine im Rahmen von SepNet durchgeführte Prävalenzstudie legte erstmals valide epidemiologische Daten zur Sepsishäufigkeit für Deutschland vor. Diese Studie zeigte, dass Sepsis eine der häufigsten Todesursachen in Deutschland ist. Unter anderem ist es den wissenschaftlichen Arbeiten von SepNet zu verdanken, dass die von Infektionskrankheiten und Sepsis ausgehenden Gefahren in der Öffentlichkeit verstärkt wahrgenommen werden.
Mit der Gründung der Sepsis-Stiftung war das klare Ziel verbunden, die eingeschränkten Möglichkeiten einer wissenschaftlichen Studiengruppe zu überwinden, diesem in der öffentlichen Wahrnehmung kaum vorhandenen Krankheitsbild der Sepsis, eine stärkere Sichtbarkeit und den davon Betroffenen und ihren Familien eine gewichtige Stimme zu verleihen. Im Gegensatz zu vielen anderen, weit weniger häufigen und nicht mit einer so hohen Sterberate verbundenen Krankheiten ist Sepsis, unter allen Aspekten zu wenig bekannt. Dies galt und gilt sowohl für die Ebene der Forschung als auch für die Gesellschaft und Politik.

## Ziele
Sepsis ist in Deutschland und weltweit für fast 20 % aller Todesfälle verantwortlich. In Deutschland gelten 15.000–20.000 Sepsistote pro Jahr als vermeidbar. Die Sepsis-Stiftung setzt sich dafür ein, dass weniger Menschen an dieser in vielen Fällen vermeidbaren Todesursache sterben müssen. Dazu sind eine schnellere Diagnose, eine bessere Behandlung und mehr Präventionsmaßnahmen notwendig. Für Überlebende braucht es Sepsis-spezifische integrierte Rehabilitationsangebote und eine Anerkennung der Krankheit bei den Rentenversicherungen.
Um dies zu erreichen,
- fördert die Sepsis-Stiftung klinische Forschung,
- setzt sich für die Aufklärung der Bevölkerung und des medizinischen Fachpersonals ein und
- kämpft für die Einführung von Qualitätsindikatoren und die Umsetzung eines Nationalen Sepsisplans mit Unterstützung des Bundes und der Länder.

## Bisherige Meilensteine
Die Sepsis-Stiftung hat durch Öffentlichkeits- und politische Lobbyarbeit erheblich dazu beigetragen, dass dieser, in seiner menschlichen, medizinischen und gesundheitsökomischen Dimension völlig unterschätzte „Killer“ stärker in den Blickpunkt gerückt ist.
Folgende Entwicklungen sind Meilensteine in der Arbeit der Sepsis-Stiftung:
1. Die breite Unterstützung eines Memorandum in Wissenschaft und Gesellschaft.
2. Die Verabschiedung eines Entschließungsantrags zu Sepsis durch den Deutschen Ärztetag 2015 und die Eröffnung eines Qualitätssicherungsverfahrens zu Sepsis durch den Gemeinsamen Bundesausschuss (G-BA) 2018.
3. Die Förderung von Qualitätsverbesserungs-, Aufklärungs- und Forschungsprojekten zu Sepsis durch den Innovationsausschuss des G-BA (Projekt ‚SepWiss‘)[3].
4. Der Beitrag der Stiftung zur weltweiten Etablierung des World Sepsis Day (Welt-Sepsis-Tag) und zur Verabschiedung einer Resolution[4] durch die 194 Mitgliedstaaten der World Health Assembly im Jahr 2017, mit der die WHO Sepsis zu einer globalen Priorität   erhoben hat.
5. Die seit 2012 deutlich gestiegene Resonanz des Themas Sepsis in den Medien.

## Mitgliedschaften
- Global Sepsis Alliance
- Deutsche Sepsis-Hilfe e. V.
- Aktionsbündnis Patientensicherheit e. V.

## Organisation
- Vorstand
- Kuratorium[5]
- Wissenschaftlicher Beirat[6]